# Стабијацони (Пистоја)
Стабијацони је насеље у Италији у округу Пистоја, региону Тоскана.
Према процени из 2011. у насељу је живело 12 становника. Насеље се налази на надморској висини од 769 м.